# Station Zawadówka
Station Zawadówka is een spoorwegstation in de Poolse plaats Zawadówka.